# Линеар Б
Линеар Б е писменост, която се е използвала за записване на микенски език (ранен старогръцки език) в периода около 13 век пр.н.е. Линеар Б предхожда гръцката азбука с няколко века и по всяка вероятност излиза от употреба след залеза на микенската цивилизация. В историята на Древна Гърция следва период, в който липсва писменост: Тъмните векове или „Геометрична епоха“.

## Произход
Писмото Линеар Б по всяка вероятност е сродно с Линеар А, използвано за записване на минойския език, който е неразшифрован. Тази хипотеза се потвърждава от факта, че Линеар Б е зле пригодено към фонетичния принцип за записване на гръцкия език. Линеар Б е отчасти сричково писмо с допълнителни пиктограми или идеограми за обозначаване на различни граматически категории, подобно на японската писменост.

## Употреба
Линеар Б се употребява предимно за административни нужди. Предполага се, че писмото се е използвало от професионални писари, чиито роден език е бил минойският, а не старогръцкият. Например някои пиктограми са доста близки до тези от Линеар А, а други са зле пригодени към фонетичните особености на старогръцкия език, например различаването на /r/ и /l/.
Главните градове и дворците на о. Крит са използвали Линеар Б, за да водят счетоводните си сметки и доставките на стоки. Основните стоки са вълна, овце и зърно, често предназначени за жреци и отреди от морски стражи. Плочките са се пазили в кошници, съдейки по отпечатъци от плетени кошове върху плочките. Когато сградите, в които са се съхранявали плочките, се опожаряват, много плочки се изпичат и запазват повече от 3000 години.

## Състав
Линеар Б се състои от около 200 знака: фонетични знаци и пиктограми или идеограми. Знаците, които предават срички имат следните звукови стойности:
|    | -a | -e | -i | -o | -u |
|    | a  | e  | i  | o  | u  |
| d- | da | de | di | do | du |
| j- | ja | je |    | jo | ju |
| k- | ka | ke | ki | ko | ku |
| m- | ma | me | mi | mo | mu |
| n- | na | ne | ni | no | nu |
| p- | pa | pe | pi | po | pu |
| q- | qa | qe | qi | qo |    |
| r- | ra | re | ri | ro | ru |
| s- | sa | se | si | so | su |
| t- | ta | te | ti | to | tu |
| w- | wa | we | wi | wo |    |
| z- | za | ze |    | zo |    |

## Разшифроване
Първата глинена плочка в Кносос е открита от британския археолог Артър Еванс на 31 март 1900 г., а на 6 април е открито голямо количество плочки с размери 12 х 25 см.
Номерацията на символите от Линеар Б, която се използва и до днес, е въведена от американския професор Емет Бенет. Той е един от първите учени, които предполагат, че Линеар А и Линеар Б предават различни езици.
Дешифрирането на Линеар Б е повратен момент в изследването на микенската цивилизация. То е направено от Майкъл Вентрис и Джон Чадуик между 1951 и 1953 година. Вентрис отначало твърди, че езикът на Линеар Б не е старогръцки, впоследствие доказва, че наистина Линеар Б е ранна форма на старогръцки език.
Преди тях изследователката Алис Кобер създава графи, свързващи определени знаци, изпълняващи някаква граматическа функция. Тя забелязва, че някои думи имат общи корени и наставки и стига до извода, че с Линеар Б се записва флексивен език, където думите се скланят. Тя обосновава предположението си с факта, че Линеар Б съдържа прекалено много знаци, за да бъде азбука, но броят им е недостатъчен, за да бъде изцяло йероглифно писмо. Така Кобер стига до извода, че всеки знак предава отделна сричка. Въз основа на нейния труд Вентрис успява да разчете произношението на сричките и открива за всеобщо учудване, че езикът е ранна форма на старогръцки. Това измества с около 600 години назад във времето писмената история на старогръцкия език.